# Grand Prix Abu Zabi 2016
Grand Prix Abu Zabi 2016 (oficjalnie 2016 Formula 1 Etihad Airways Abu Dhabi Grand Prix) – 21. i ostatnia eliminacja sezonu 2016 Mistrzostw Świata Formuły 1. Grand Prix odbyło się w dniach 25–27 listopada roku na torze Yas Marina na wyspie Yas, Abu Zabi.
Wyścig po starcie z pole position wygrał Brytyjczyk Lewis Hamilton (Mercedes). Jednak dzięki zajęciu w tym wyścigu drugiego miejsca swój pierwszy i jedyny tytuł mistrza świata Formuły 1 zdobył Niemiec Nico Rosberg (Mercedes).

## Lista startowa
Źródło: Wyprzedź Mnie!
| Nr | Kierowca          | Zespół                        | Samochód               | Silnik                         | Opony |
| -- | ----------------- | ----------------------------- | ---------------------- | ------------------------------ | ----- |
| 3  | Daniel Ricciardo  | Red Bull Racing               | Red Bull RB12          | TAG Heuer 1.6T V6              | P     |
| 5  | Sebastian Vettel  | Scuderia Ferrari              | Ferrari SF16-H         | Ferrari 059/5 1.6T V6          | P     |
| 6  | Nico Rosberg      | Mercedes AMG Petronas F1 Team | Mercedes F1 W07 Hybrid | Mercedes PU106C Hybrid 1.6T V6 | P     |
| 7  | Kimi Räikkönen    | Scuderia Ferrari              | Ferrari SF16-H         | Ferrari 059/5 1.6T V6          | P     |
| 8  | Romain Grosjean   | Haas F1 Team                  | Haas VF-16             | Ferrari 059/5 1.6T V6          | P     |
| 9  | Marcus Ericsson   | Sauber F1 Team                | Sauber C35             | Ferrari 059/5 1.6T V6          | P     |
| 11 | Sergio Pérez      | Sahara Force India F1 Team    | Force India VJM09      | Mercedes PU106C Hybrid 1.6T V6 | P     |
| 12 | Felipe Nasr       | Sauber F1 Team                | Sauber C35             | Ferrari 059/5 1.6T V6          | P     |
| 14 | Fernando Alonso   | McLaren Honda                 | McLaren MP4-31         | Honda RA616H 1.6T V6           | P     |
| 19 | Felipe Massa      | Williams Martini Racing       | Williams FW38          | Mercedes PU106C Hybrid 1.6T V6 | P     |
| 20 | Kevin Magnussen   | Renault Sport Formula 1 Team  | Renault R.S.16         | Renault RE16 1.6T V6           | P     |
| 21 | Esteban Gutiérrez | Haas F1 Team                  | Haas VF-16             | Ferrari 059/5 1.6T V6          | P     |
| 22 | Jenson Button     | McLaren Honda                 | McLaren MP4-31         | Honda RA616H 1.6T V6           | P     |
| 26 | Daniił Kwiat      | Scuderia Toro Rosso           | Toro Rosso STR11       | Ferrari 059/4 1.6T V6          | P     |
| 27 | Nico Hülkenberg   | Sahara Force India F1 Team    | Force India VJM09      | Mercedes PU106C Hybrid 1.6T V6 | P     |
| 30 | Jolyon Palmer     | Renault Sport Formula 1 Team  | Renault R.S.16         | Renault RE2016 1.6T V6         | P     |
| 31 | Esteban Ocon      | Manor Racing MRT              | Manor MRT05            | Mercedes PU106C Hybrid 1.6T V6 | P     |
| 33 | Max Verstappen    | Red Bull Racing               | Red Bull RB12          | TAG Heuer 1.6T V6              | P     |
| 44 | Lewis Hamilton    | Mercedes AMG Petronas F1 Team | Mercedes F1 W07 Hybrid | Mercedes PU106C Hybrid 1.6T V6 | P     |
| 55 | Carlos Sainz      | Scuderia Toro Rosso           | Toro Rosso STR11       | Ferrari 059/4 1.6T V6          | P     |
| 77 | Valtteri Bottas   | Williams Martini Racing       | Williams FW37          | Mercedes PU106C Hybrid 1.6T V6 | P     |
| 94 | Pascal Wehrlein   | Manor Racing MRT              | Manor MRT05            | Mercedes PU106C Hybrid 1.6T V6 | P     |
| Nr | Kierowca          | Zespół                        | Samochód               | Silnik                         | Opony |

## Wyniki

### Sesje treningowe
Źródło: Wyprzedź Mnie!
| Sesja | Nr | Kierowca         | Konstruktor | Czas     | Okr. |
| ----- | -- | ---------------- | ----------- | -------- | ---- |
| 1     | 44 | Lewis Hamilton   | Mercedes    | 1:42,869 | 28   |
| 2     | 44 | Lewis Hamilton   | Mercedes    | 1:40,861 | 36   |
| 3     | 5  | Sebastian Vettel | Ferrari     | 1:40,775 | 16   |

### Kwalifikacje
Źródło: Wyprzedź Mnie!
| Poz. | Nr | Kierowca          | Konstruktor          | Q1       | Q2       | Q3       | Poz. s. |
| --- | --- | ----------------- | -------------------- | -------- | -------- | -------- | ------- |
| 1 | 44 | Lewis Hamilton    | Mercedes             | 1:39,487 | 1:39,382 | 1:38,755 | 1       |
| 2 | 6 | Nico Rosberg      | Mercedes             | 1:40,511 | 1:39,490 | 1:39,058 | 2       |
| 3 | 3 | Daniel Ricciardo  | Red Bull–TAG Heuer   | 1:41,002 | 1:40,429 | 1:39,589 | 3       |
| 4 | 7 | Kimi Räikkönen    | Ferrari              | 1:40,338 | 1:39,629 | 1:39,604 | 4       |
| 5 | 5 | Sebastian Vettel  | Ferrari              | 1:40,341 | 1:40,034 | 1:39,661 | 5       |
| 6 | 33 | Max Verstappen    | Red Bull–TAG Heuer   | 1:40,424 | 1:39,903 | 1:39,818 | 6       |
| 7 | 27 | Nico Hülkenberg   | Force India–Mercedes | 1:41,000 | 1:40,709 | 1:40,501 | 7       |
| 8 | 11 | Sergio Pérez      | Force India–Mercedes | 1:40,864 | 1:40,743 | 1:40,519 | 8       |
| 9 | 14 | Fernando Alonso   | McLaren–Honda        | 1:41,616 | 1:41,044 | 1:41,106 | 9       |
| 10 | 19 | Felipe Massa      | Williams–Mercedes    | 1:41,157 | 1:40,858 | 1:41,213 | 10      |
| 11 | 77 | Valtteri Bottas   | Williams–Mercedes    | 1:41,192 | 1:41,084 | –        | 11      |
| 12 | 22 | Jenson Button     | McLaren–Honda        | 1:41,158 | 1:41,272 | –        | 12      |
| 13 | 21 | Esteban Gutiérrez | Haas–Ferrari         | 1:41,639 | 1:41,480 | –        | 13      |
| 14 | 8 | Romain Grosjean   | Haas–Ferrari         | 1:41,467 | 1:41,564 | –        | 14      |
| 15 | 30 | Jolyon Palmer     | Renault              | 1:41,775 | 1:41,820 | –        | 15      |
| 16 | 94 | Pascal Wehrlein   | MRT–Mercedes         | 1:41,886 | 1:41,995 | –        | 16      |
| 17 | 26 | Daniił Kwiat      | Toro Rosso–Ferrari   | 1:42,003 | –        | –        | 17      |
| 18 | 20 | Kevin Magnussen   | Renault              | 1:42,142 | –        | –        | 18      |
| 19 | 12 | Felipe Nasr       | Sauber–Ferrari       | 1:42,247 | –        | –        | 19      |
| 20 | 31 | Esteban Ocon      | MRT–Mercedes         | 1:42,286 | –        | –        | 20      |
| 21 | 55 | Carlos Sainz Jr.  | Toro Rosso–Ferrari   | 1:42,393 | –        | –        | 21      |
| 22 | 9 | Marcus Ericsson   | Sauber–Ferrari       | 1:42,637 | –        | –        | 22      |
| Poz. | Nr | Kierowca          | Konstruktor          | Q1       | Q2       | Q3       | Poz. s. |
| \| Legenda \| Legenda \| \| ------------------------ \| ---------------------------------------------------------------------------------------------------------------------------------------------------------------------------------------------------------------------------------------------------------------- \| \| Poz. Nr Q1 Q2 Q3 Poz. s. \| Pozycja zajęta w sesji kwalifikacyjnej Numer startowy kierowcy Wynik uzyskany w pierwszej części kwalifikacji Wynik uzyskany w drugiej części kwalifikacji Wynik uzyskany w trzeciej części kwalifikacji Pozycja startowa po uwzględnięniu kar, przesunięć, itp. \| | |                   |                      |          |          |          |         |
| Legenda | |                   |                      |          |          |          |         |
| Poz. Nr Q1 Q2 Q3 Poz. s. | Pozycja zajęta w sesji kwalifikacyjnej Numer startowy kierowcy Wynik uzyskany w pierwszej części kwalifikacji Wynik uzyskany w drugiej części kwalifikacji Wynik uzyskany w trzeciej części kwalifikacji Pozycja startowa po uwzględnięniu kar, przesunięć, itp. |                   |                      |          |          |          |         |

### Wyścig
Źródło: Wyprzedź Mnie!
| P                 | + / –     | Nr | Kierowca          | Konstruktor          | Okr. | Czas / Strata         | Komentarz |
| ----------------- | --------- | -- | ----------------- | -------------------- | ---- | --------------------- | --------- |
| 1                 | Bez zmian | 44 | Lewis Hamilton    | Mercedes             | 55   | 1h38:04,013           |           |
| 2                 | Bez zmian | 6  | Nico Rosberg      | Mercedes             | 55   | +0:00,439             |           |
| 3                 | 2         | 5  | Sebastian Vettel  | Ferrari              | 55   | +0:00,843             |           |
| 4                 | 2         | 33 | Max Verstappen    | Red Bull-TAG Heuer   | 55   | +0:01,685             |           |
| 5                 | 2         | 3  | Daniel Ricciardo  | Red Bull-TAG Heuer   | 55   | +0:05,315             |           |
| 6                 | 2         | 7  | Kimi Räikkönen    | Ferrari              | 55   | +0:18,816             |           |
| 7                 | Bez zmian | 27 | Nico Hülkenberg   | Force India-Mercedes | 55   | +0:50,114             |           |
| 8                 | Bez zmian | 11 | Sergio Pérez      | Force India-Mercedes | 55   | +0:58,776             |           |
| 9                 | 1         | 19 | Felipe Massa      | Williams-Mercedes    | 55   | +0:59,436             |           |
| 10                | 1         | 14 | Fernando Alonso   | McLaren-Honda        | 55   | +0:59,896             |           |
| 11                | 3         | 8  | Romain Grosjean   | Haas-Ferrari         | 55   | +1:16,777             |           |
| 12                | 1         | 21 | Esteban Gutiérrez | Haas-Ferrari         | 55   | +1:35,113             |           |
| 13                | 7         | 88 | Esteban Ocon      | Manor-Mercedes       | 54   | +1 okr.               |           |
| 14                | 2         | 94 | Pascal Wehrlein   | Manor-Mercedes       | 54   | +1 okr.               |           |
| 15                | 7         | 9  | Marcus Ericsson   | Sauber-Ferrari       | 54   | +1 okr.               |           |
| 16                | 3         | 12 | Felipe Nasr       | Sauber-Ferrari       | 54   | +1 okr.               |           |
| 17                | 2         | 30 | Jolyon Palmer     | Renault              | 53   | +2 okr.               | [ a ]     |
| Niesklasyfikowani |           |    |                   |                      |      |                       |           |
|                   |           | 55 | Carlos Sainz      | Toro Rosso-Ferrari   | 41   | uszkodzenia z kolizji |           |
|                   |           | 26 | Daniił Kwiat      | Toro Rosso-Ferrari   | 14   | skrzynia biegów       |           |
|                   |           | 22 | Jenson Button     | McLaren-Honda        | 12   | zawieszenie           |           |
|                   |           | 77 | Valtteri Bottas   | Williams-Mercedes    | 6    | zawieszenie           |           |
|                   |           | 20 | Kevin Magnussen   | Renault              | 5    | uszkodzenia z kolizji |           |
| P                 | + / –     | Nr | Kierowca          | Konstruktor          | Okr. | Czas / Strata         | Komentarz |

### Najszybsze okrążenie
Źródło: Wyprzedź Mnie!
| Nr | Kierowca         | Konstruktor | Czas     | Okr. |
| -- | ---------------- | ----------- | -------- | ---- |
| 43 | Sebastian Vettel | Ferrari     | 1:43,729 | 43   |

## Prowadzenie w wyścigu
Źródło: Racing–Reference.info
| Nr                              | Kierowca         | Okrążenia        | Suma |
| ------------------------------- | ---------------- | ---------------- | ---- |
| 44                              | Lewis Hamilton   | 1-6, 9-27, 36-55 | 43   |
| 5                               | Sebastian Vettel | 28-36            | 8    |
| 3                               | Daniel Ricciardo | 7-9              | 2    |
| 6                               | Nico Rosberg     | 6-7, 27-28       | 2    |
| \| Wykres \| \| ------ \| \| \| |                  |                  |      |
| Wykres                          |                  |                  |      |
|                                 |                  |                  |      |

## Klasyfikacja po zakończeniu wyścigu

### Kierowcy
| P  | +/− | Kierowca          | Starty | Punkty | P1 | P2 | P3 | PP | NO | NS |
| -- | --- | ----------------- | ------ | ------ | -- | -- | -- | -- | -- | -- |
| 1  | 0   | Nico Rosberg      | 21     | 385    | 9  | 5  | 2  | 8  | 6  | 1  |
| 2  | 0   | Lewis Hamilton    | 21     | 380    | 10 | 3  | 4  | 12 | 3  | 2  |
| 3  | 0   | Daniel Ricciardo  | 21     | 256    | 1  | 4  | 3  | 1  | 4  | –  |
| 4  | 0   | Sebastian Vettel  | 20     | 212    | –  | 3  | 4  | –  | 3  | 3  |
| 5  | 0   | Max Verstappen    | 21     | 204    | 1  | 4  | 2  | –  | 1  | 3  |
| 6  | 0   | Kimi Räikkönen    | 21     | 186    | –  | 2  | 2  | –  | 1  | 4  |
| 7  | 0   | Sergio Pérez      | 21     | 101    | –  | –  | 2  | –  | –  | –  |
| 8  | 0   | Valtteri Bottas   | 21     | 85     | –  | –  | 1  | –  | –  | 2  |
| 9  | 0   | Nico Hülkenberg   | 21     | 72     | –  | –  | –  | –  | 1  | 4  |
| 10 | 0   | Fernando Alonso   | 20     | 54     | –  | –  | –  | –  | 1  | 3  |
| 11 | 0   | Felipe Massa      | 21     | 53     | –  | –  | –  | –  | –  | 3  |
| 12 | 0   | Carlos Sainz Jr.  | 21     | 46     | –  | –  | –  | –  | –  | 4  |
| 13 | 0   | Romain Grosjean   | 19     | 29     | –  | –  | –  | –  | –  | 3  |
| 14 | 0   | Daniił Kwiat      | 20     | 25     | –  | –  | 1  | –  | 1  | 5  |
| 15 | 0   | Jenson Button     | 21     | 21     | –  | –  | –  | –  | –  | 6  |
| 16 | 0   | Kevin Magnussen   | 21     | 7      | –  | –  | –  | –  | –  | 4  |
| 17 | 0   | Felipe Nasr       | 21     | 2      | –  | –  | –  | –  | –  | 4  |
| 18 | 0   | Jolyon Palmer     | 20     | 1      | –  | –  | –  | –  | –  | 5  |
| 19 | 0   | Pascal Wehrlein   | 21     | 1      | –  | –  | –  | –  | –  | 5  |
| 20 | 0   | Stoffel Vandoorne | 1      | 1      | –  | –  | –  | –  | –  | –  |
| 21 | 0   | Esteban Gutiérrez | 21     | 0      | –  | –  | –  | –  | –  | 5  |
| 22 | 0   | Marcus Ericsson   | 21     | 0      | –  | –  | –  | –  | –  | 5  |
| 23 | 0   | Esteban Ocon      | 9      | 0      | –  | –  | –  | –  | –  | –  |
| 24 | 0   | Rio Haryanto      | 12     | 0      | –  | –  | –  | –  | –  | 3  |
| P  | +/− | Kierowca          | Starty | Punkty | P1 | P2 | P3 | PP | NO | NS |

### Konstruktorzy
| P  | +/− | Konstruktor               | Starty | Punkty | P1 | P2 | P3 | PP | NO | NS |
| -- | --- | ------------------------- | ------ | ------ | -- | -- | -- | -- | -- | -- |
| 1  | 0   | Mercedes                  | 42     | 765    | 19 | 8  | 6  | 20 | 9  | 3  |
| 2  | 0   | Red Bull Racing TAG Heuer | 41     | 468    | 2  | 8  | 6  | 1  | 5  | 2  |
| 3  | 0   | Ferrari                   | 41     | 398    | –  | 5  | 6  | –  | 4  | 7  |
| 4  | 0   | Force India Mercedes      | 42     | 173    | –  | –  | 2  | –  | 1  | 4  |
| 5  | 0   | Williams Mercedes         | 42     | 138    | –  | –  | 1  | –  | –  | 5  |
| 6  | 0   | McLaren Honda             | 42     | 76     | –  | –  | –  | –  | 1  | 9  |
| 7  | 0   | Toro Rosso Ferrari        | 42     | 63     | –  | –  | –  | –  | 1  | 10 |
| 8  | 0   | Haas Ferrari              | 40     | 29     | –  | –  | –  | –  | –  | 8  |
| 9  | 0   | Renault                   | 41     | 8      | –  | –  | –  | –  | –  | 9  |
| 10 | 0   | Sauber Ferrari            | 42     | 2      | –  | –  | –  | –  | –  | 9  |
| 11 | 0   | MRT Mercedes              | 42     | 1      | –  | –  | –  | –  | –  | 8  |
| P  | +/− | Kierowca                  | Starty | Punkty | P1 | P2 | P3 | PP | NO | NS |